# George Lodewijk van Bergen
George Lodewijk van Bergen (Brussel, 5 september 1662 - Luik, 5 december 1743) was van 1724 tot 1743  prins-bisschop van Luik. In de nummering was hij daar George II.
Na Cornelis van Bergen en Robert van Bergen was hij de derde uit het Huis Glymes van Bergen die deze post bekleedde. 
Hij was cavalerieofficier in de Spaanse Nederlanden. Na kerkelijke studies in Leuven werd hij in 1695 toegelaten tot het kapittel van de Sint-Lambertuskathedraal in Luik.  Op zestigjarige leeftijd werd hij daar eerder onverwacht tot prins-bisschop gekozen en hij bleef dat gedurende twintig jaar.  Hij staat bekend als een autoritair heerser die zijn territorium afschermde van de Oostenrijkse Nederlanden.  Bij testament liet hij zijn hele privévermogen aan de armen van de stad. Het ging om een miljoen gulden (een gulden was in die tijd zowat het dagloon van een vakman). Tijdens de Luikse Revolutie, in oktober 1789, was de verdeling van deze schenking nog aanleiding van volksopstootjes tegen de burgerwacht.
Zijn grafmonument, in 1744 ontworpen door de Luikse beeldhouwer Guillaume Évrard, stond oorspronkelijk in de Sint-Lambertuskathedraal, maar werd tijdens de Luikse Revolutie grotendeels vernield op een plaquette en twee putti na. In 2002 werd het monument gereconstrueerd in de kloostergang van de Sint-Pauluskathedraal, waar het thans naast dat van Franciscus Karel de Velbrück staat opgesteld.

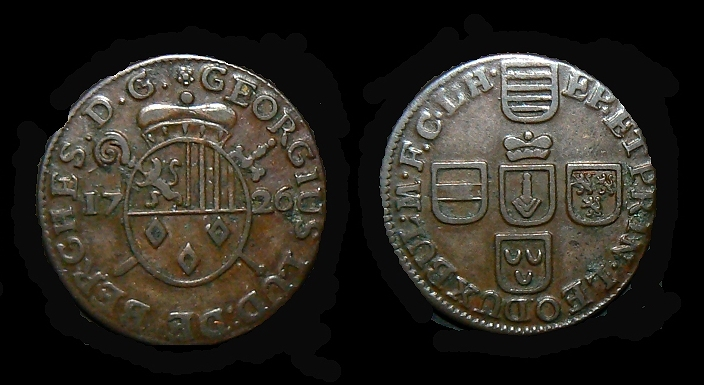
Luikse munt met afbeelding Van Bergen
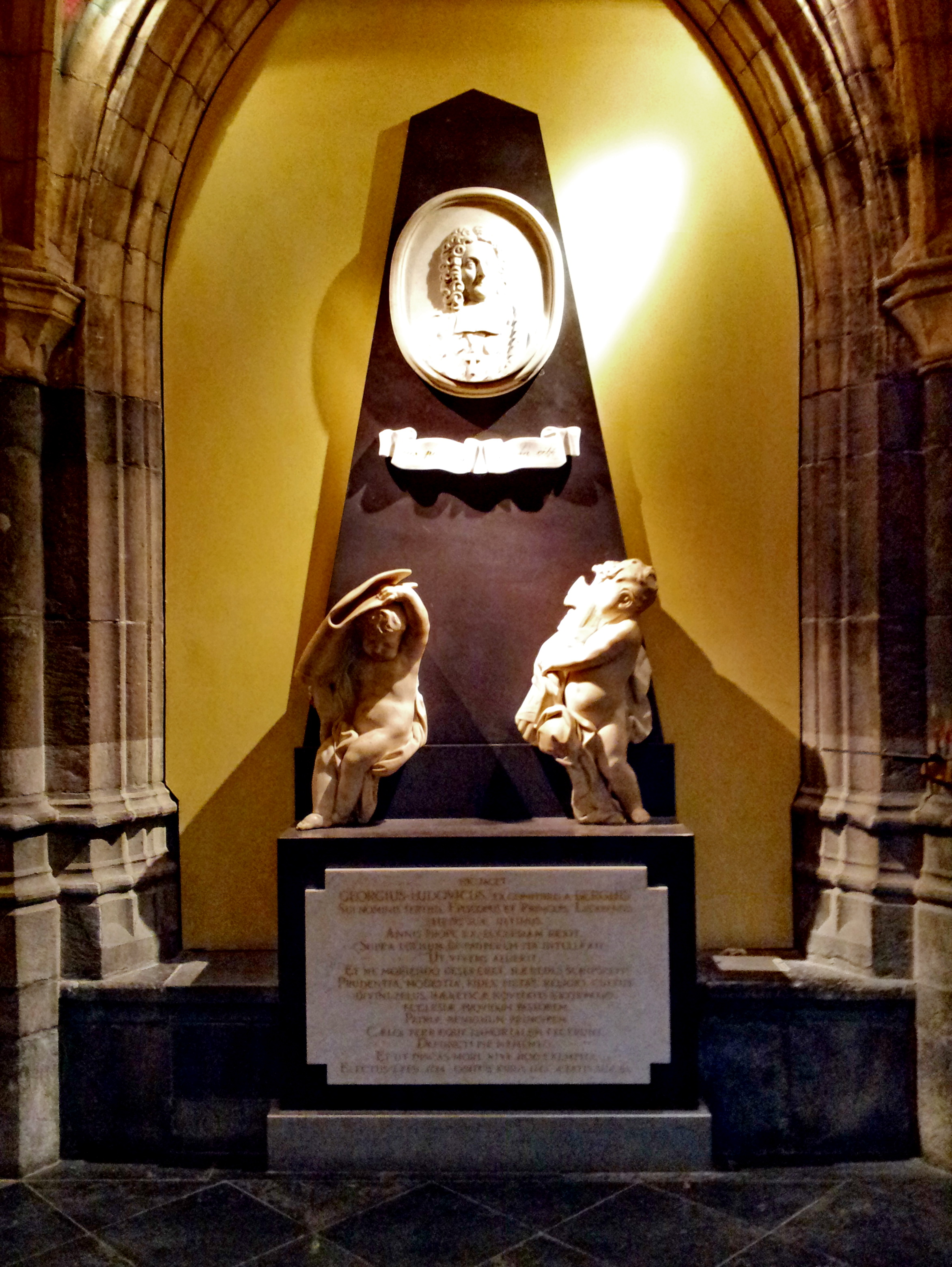
Mausoleum

- Gemeinsame Normdatei: 143842927
- International Standard Name Identifier: 0000 0001 1860 3254
- Nederlandse Thesaurus van Auteursnamen: 140734805
- Virtual International Authority File: 169785934
- WorldCat: E39PBJxrWMTy6yKF3fjdmJhbVC